# Креницын, Пётр Кузьмич
Пётр Кузьмич Креницын (1728 — 4 июля 1770) — российский морской офицер,  капитан 1-го ранга, исследователь Камчатки и Алеутских островов.

## Биография
Пётр Креницын родился в 1728 году. В 1742 году поступил в Морской кадетский корпус, в следующем году произведён в гардемарины, в 1748 году в мичманы.
В 1760 году, командуя бомбардирским кораблём «Юпитер», участвовал в Кольбергской экспедиции и заслужил самую лестную аттестацию контр-адмирала С. И. Мордвинова.
Когда до сведения императрицы Екатерины II дошло, что русскими промышленниками открыты несколько островов в Беринговом море, государыня повелела Адмиралтейств-коллегии отправить «немедленно, по своему рассуждению сколько надобно, офицеров и штурманов, поруча над оными команду старшему, которого бы знание в морской науке и прилежание к оной известно было». Выбор пал на капитан-лейтенанта Креницына, который при этом получил от императрицы Екатерины чин капитана 2-го ранга и золотые часы; он был назначен в 1764 году начальником «секретной» экспедиции, снаряжённой для исследования новооткрытых островов. Помощником его был назначен М. Д. Левашов, которому в значительной степени была дана самостоятельность. Штурманами экспедиции были М. Ф. Крашенинников и Я. И. Шабанов.
Сухим путём он отправился в Охотск, куда прибыл в конце 1765 года, а 10 октября 1766 года, командуя бригантиной «Св. Екатерина» с отрядом из четырёх мелких судов, отправился из Охотска; но суда его были разлучены сильным штормом и потерпели крушение 25 октября у берегов Камчатки, близ Большерецка: стоя на одном оставшемся якоре на двух дреках, Креницын переправил команду на берег и сам последним оставил судно.
В 1767 году на построенном им самим боте «Святой Гавриил» Креницын, обогнув мыс Лопатка, перешёл из Большерецка в Нижнекамчатск; в 1768 году, командуя галиотом «Святая Екатерина», вышел из реки Камчатки в Берингово море и дошёл до острова Уналашка. Дождавшись там М. Д. Левашова, который занимался описью Командорских островов, Креницын двинулся к острову Унимак, на котором обустроил свою промежуточную базу. Затем Креницын с Левашовым обследовали северный берег полуострова Аляска, который приняли за остров.
В конце 1768 года Креницын вернулся на остров Унимак и зазимовал на нём; во время зимовки от цинги там погибла бо́льшая часть отряда. Летом 1769 года Креницын осмотрел группу небольших островов между Унимаком и Уналашкой, впоследствии названных островами Креницына.
В 1769 году Пётр Кузьмич Креницын был произведён в капитаны 1-го ранга и, командуя тем же галиотом и начальствуя экспедицией, перешёл в Камчатку. Вследствие дурной и поспешной постройки судов, недостатка провианта и враждебного отношения туземцев экспедиция эта окончилась через четыре года без видимого результата; во время этой экспедиции Креницын и утонул 4 июля 1770 году в реке Камчатке, после чего суда экспедиции вернулись в Охотск под начальством капитан-лейтенанта М. Д. Левашова, который, забрав людей, отправился в Санкт-Петербург. На основе собранных Креницыным и Левашовым материалов была составлена первая карта Алеутских островов.
Из открытий Креницына известна очень удобная гавань на острове Уналашке, названная гаванью Св. Павла (Датч-Харбор).

## Память
Кроме группы островов в Алеутском архипелаге имя Креницына носят: пролив между островами Онекотан и Харимкотан, вулкан на острове Онекотан, мыс на острове Харимкотан и мыс в Бристольском заливе Берингова моря (55°04′ с.ш., 163°25′ з.д.).